# عبد اللطيف سبي
عبد اللطيف سبي وهو سياسي عراقي شغل منصب عضو في الجمعية الوطنية الانتقالية المؤقتة عامي 2004 و2005.